# Кобальтин
Кобальтин, кобальтит — мінерал класу персульфідів, сульфід кобальту та арсену. Група кобальтин(т)у.
Синонім: кобальтовий блиск.

## Етимологія та історія
У шахтарському середовищі в середні віки мінерал був відомий як «кобальтовий блиск», оскільки вважався «зачарованим гоблінами». З вигляду здавалося, що руда містить корисні метали, але їх не можна було виплавити. Натомість через вміст арсену при нагріванні виділялися лише токсичні випари.
Мінерал був вперше кількісно проаналізований і описаний як кобальтовий блиск у 1797 році німецьким хіміком Мартіном Генріхом Клапротом (1743—1817). Сучасну назву кобальтит (фр. cobaltine) мінерал отримав у 1832 році від французького геолога і мінералога Франсуа Сюльпіса Боданта (1787—1850), який назвав його на честь його характерного компонента, елемента кобальту. Інші синоніми, які він записав, — сірий кобальт, кобальтовий еклатант і білий кобальт.

## Загальний опис
Хімічна формула: CoAsS.
За Є. Лазаренком та О. Винар містить (%) Co — 26-34; As — 42-48; S — 18-21. Домішки заліза (до 16 %), нікелю і стибію. Різновид, багатий на залізо, має назву ферокобальтин.
Сульфоарсенід кобальту острівної будови.
Асоціація: магнетит, сфалерит, халькопірит, скуттерудит, аланіт, цоїзит, скаполіт, титаніт, кальцит; численні інші Co–Ni сульфіди та арсеніди.

### Кристалографія
Сингонія кубічна, вид симетрії пентагон-тритетраедричний.
Кристалічна структура кобальтину подібна до структури піриту.
Агрегати і габітус. Добре утворені кристали кобальтину за зовнішнім виглядом нагадують пірит. Переважно вони мають октаедричний, кубічний, додекаедричний габітус. Крім того, спостерігаються комбінації пентагонального додекаедра і тетраедра, які звичайно однаково розвинені і утворюють типову форму так званого мінерального ікосаедра. Найбільш поширені форми — {111}, {100}, {102}, {110}. Кобальтин зустрічається також у вигляді зернистих і масивних агрегатів.

### Фізичні властивості
Колір кобальтину білий або сталево-сірий, з блідо-рожевим відтінком. Багаті залізом відміни мають темно-сірий або сірувато-чорний колір. Колір риси сірувато-чорний.
Під мікроскопом кобальтин часто анізотропний і при перехрещених ніколях виявляє пластинчасту будову. Непрозорий. Густина 6,1-6,4.
Твердість 6. Блиск металічний. Злом нерівний. Крихкий.
При високих температурах утворює безперервний ізоморфний ряд з герсдорфітом NiAsS із вмістом Fe до 40 атомних % і зональним розподілом багатих Со і Ni компонентів.

### Утворення і родовища
Кобальтин належить до основних кобальтвмісних мінералів, але порівняно рідко утворює великі самостійні скупчення. Зустрічається у високотемпературних гідротермальних родовищах, у вигляді вкраплень і жил у
контактно метаморфізовані породи. У гідротермальних родовищах утворює арсенопірит-глаукодот-кобальтинову і смальтин-хлоантит-аргентитову формації. У першому випадку це найчастіше контактово-метасоматичні (залізорудні скарни), в другому — жильні утворення. Прикладом жильних родовищ (в гідротермальних золото-кварцових і срібло-арсенідних карбонатних жилах) кобальтину є родовище Кобальт у провінції Онтаріо в Канаді. До контактово-метасоматичнних родовищ належить Дашкенське у Закавказзі, в родовищах Ni-Co-Ag-Bi-U-формації (Рудні гори, Чехія, Німеччина).
Добре утворені кристали кобальтину (піритоедри) знайдені в родовищах Тунаберг (Швеція) і Кобальт Канада.
Інші знахідки: комуна Модум, в губернії Бускерюд у Норвегії, поблизу м. Ганау, Гессен, Німеччина. Корнуолл, Англія. У шахти в районах Кобальт і Садбері, Онтаріо, Канада; з Великого Ведмежого озера, Північна Канада. В Австралії, в Брокен-Гілл і Торрінгтон, Новий Південний Уельс; Бімбоурі, Південна Австралія; і на горах Кобальт і Клонкаррі, Квінсленд. Аззер, Марокко.
Руйнування. При вивітрюванні за рахунок кобальтину утворюється землистий або кристалічний еритрин (кобальтові квіти).
Практичне значення. Кобальтин — одна з найважливіших руд кобальту. Мінімальний промисловий вміст кобальтину в рудах становить 0,1-0,2 %.
Основний метод збагачення — флотація з подальшою селекцією. З мідно-кобальтово-піритних руд кобальтит вилучається в колективний концентрат.

## Переробка
Осн. метод збагачення — флотація з подальшою селекцією. З мідно-кобальтово-піритних руд К. вилучається в колективний концентрат, з якого флотують мідні мінерали, а потім кобальтит, якщо він не зв'язаний з піритом. Флотореагенти: збирачі — ксантогенати, аерофлоти, меркаптобензотіазол (додатково подаються аполярні масла); спінювачі — крезиловий аерофлот, соснове масло; активатори — мідний купорос з сірчаною кислотою, невеликі кількості сірчистого натрію; регулятори середовища — сода, сірчана кислота; депресори — вапно, тривала аерація та ін. З метою підвищення якості концентрату його випалюють для окиснення піриту з перефлотовують з вилученням кобальтиту в концентрат. Із нікель-кобальтових руд кобальтит і інші арсенати кобальту вилучаються разом з нікелевими мінералами і відділяються від них в металургійному переділі.